# いよ小松北インターチェンジ

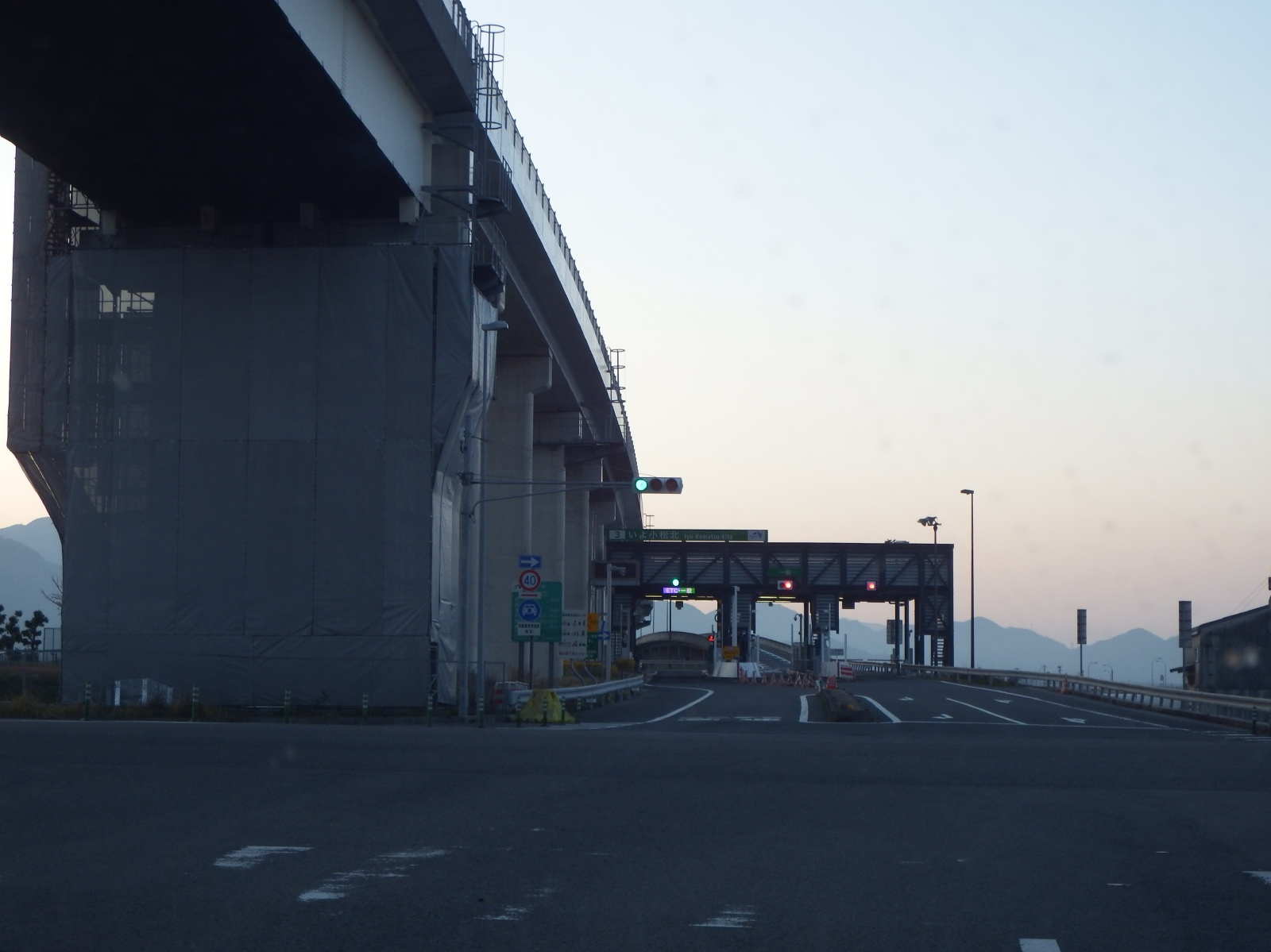
いよ小松北インター入口

いよ小松北インターチェンジ（いよこまつきたインターチェンジ）は愛媛県西条市小松町妙口にある今治小松自動車道のインターチェンジである。
今治湯ノ浦インターチェンジ方向への流出入が可能なハーフインターチェンジである。松山自動車道へは次のいよ小松インターチェンジを利用する。

## 道路
- E76 今治小松自動車道（3番）
- 接続する道路：国道11号

## 歴史
- 2001年7月9日 : 今治湯ノ浦IC-東予丹原IC開通に伴い供用開始。
- 2024年3月18日 : 料金所がETC専用になる[2]。

## 料金所
- ブース数：3

### 入口
- ブース数：1
  - サポート/ETC：1

### 出口
- ブース数：2
  - サポート：1
  - ETC：1

## 隣
E76 今治小松自動車道
(2)東予丹原IC - (3)いよ小松北IC - (11)いよ小松JCT/IC